# Assens (Dania)
Assens – miasto w środkowej Danii, położone na wyspie Fionia, siedziba gminy Assens, według danych z 2013 roku miasto liczy 6017 mieszkańców. W latach 1970-2006 siedziba dawnej gminy Assens.